# Hepatica bhagha
Hepatica bhagha är en fjärilsart som beskrevs av Swinhoe 1917. Hepatica bhagha ingår i släktet Hepatica och familjen nattflyn. Inga underarter finns listade i Catalogue of Life.